# Sébastien David
Pour les articles homonymes, voir David.
Pour l'homme politique français, voir Sébastien David (homme politique).
Œuvres principales
- Les Morb(y)des
- Dimanche napalm

Sébastien David, né à Montréal, est un dramaturge, acteur, metteur en scène et traducteur québécois.

## Biographie
Il obtient en 2006 son diplômé de l’École nationale de théâtre du Canada en interprétation. Il joue ensuite dans plusieurs productions théâtrales, notamment dans Chambre(s) de Pascal Chevarie, dans une mise en scène d'Éric Jean, au Théâtre de Quat'Sous ; Ce samedi il pleuvait d’Annick Lefebvre, dans une mise en scène de Marc Beaupré, au Théâtre Aux Écuries ; Les Cendres bleues de Jean-Paul Daoust, dans une mise en scène de Philippe Cyr, au Centre du Théâtre d'Aujourd'hui et Koalas de et mis en scène par Félix-Antoine Boutin au Centre du Théâtre d'Aujourd'hui. Il apparaît également dans plusieurs courts métrages et, à la télévision, dans les séries Les Hauts et les Bas de Sophie Paquin et Les Rescapés.
Il aborde l'écriture dramatique au milieu des années 2000 avec  T’es où Gaudreault, précédé de Ta yeule Kathleen. Avec Les Morb(y)des, montée au Théâtre de Quat’Sous en mars 2013, il obtient son premier succès. La pièce est également donnée en lecture publique à la Comédie-Française, à Paris, où elle remporte le coup de cœur du public. 
À l’automne 2015, alors qu'il est en résidence au Théâtre Denise-Pelletier, il écrit pour le public adolescent, à l'invitation du Théâtre Bluff, la pièce Les Haut-Parleurs. Cette œuvre est finaliste pour le prix du Gouverneur général 2016. 
Il assure la direction générale et artistique de sa compagnie de théâtre, La Bataille, qui lui permet de traduire et de mettre en scène la pièce Scratch de Charlotte Corbeil-Coleman, présenté Théâtre La Licorne. 
Il enseigne à l’École nationale de théâtre du Canada et siège au conseil d’administration du Centre des auteurs dramatiques (CEAD).
Sa pièce Dimanche Napalm, montée au Centre du Théâtre d'Aujourd'hui en 2016, remporte le prix du Gouverneur général 2017, catégorie théâtre.

## Œuvre

### Théâtre
- En attendant Gaudreault précédé de Ta yeule Kathleen (2012)
- Le Neuf Février deux mille cinq (2012)
- Ruby pleine de marde ou La crevasse (2013)
- Contes urbains 2013 (2013), un sketch dans un spectacle collectif
- Les Morb(y)des (2013)
- Pièce 02: 26 lettres, Abécédaire des mots en perte de sens (2014), un sketch dans un spectacle collectif
- Les Hauts-Parleurs (2015), pièce pour public adolescent
- Dimanche Napalm (2016)

### Traduction
- Scratch de Charlotte Corbeil-Coleman (2008)

### Prix et distinctions
- Finaliste au Prix du Gouverneur général 2016, Les Hauts-Parleurs
- Lauréat du Prix du Gouverneur général 2017, Dimanche Napalm